# Consistórios de Martinho V
Esta entrada contém a lista completa das Consistories para a criação de novos cardeais presidida pelo Papa Martinho V, com uma indicação de todos os cardeais criados. Em quatro consórcios, Martino V criou 17 cardeais, provenientes de cinco nações: 7 italianos, 5 franceses, 3 espanhóis, 1 inglês e 1 boêmio.

## 23 de junho de 1419
Em 23 de junho de 1419, durante seu primeiro consistório, o papa Martinho V criou um novo cardeal:
1. Baldassarre Cossa, cardeal bispo de Frascati (anteriormente Antipapa João XXIII pela obediência de Pisa de 1410 a 1417, quando se reconciliou com o papa Martinho V); morreu em 22 de dezembro de 1419.

## 23 de julho de 1423
Em 23 de julho de 1423, o papa Martinho V criou dois novos cardeais reservados em pectore, os primeiros a inaugurar essa prática. Os dois cardeais foram:
1. Domingo Ram y Lanaja, C.R.S.A., bispo de Lérida (Espanha); criou cardeal presbítero dos Santos João e Paulo; sua nomeação foi confirmada no consistório de 1426, mas publicada apenas na de 1430; morreu em 25 de abril de 1445.
2. Domenico Capranica, secretário papal e clérigo da Câmara Apostólica; criado diácono cardeal de Santa Maria na Via Lata; sua nomeação foi confirmada no consistório de 1426, mas publicada apenas na de 1430; morreu em 14 de agosto de 1458.

## 24 de maio de 1426
Em 24 de maio de 1426, o papa Martinho V confirmou a nomeação dos cardeais nos pectore Ram y Lanaja e Capranica, sem contudo publicá-los, e criou dez novos cardeais e quatro nomeados em pectore. Os dez novos cardeais foram:
1. Jean de la Rochetaillée, arcebispo de Rouen (França); criado cardeal presbítero de San Lorenzo in Lucina; morreu em 24 de março de 1437.
2. Louis Aleman, Can.Reg. Saint-Jean (Lyon), arcebispo de Arles (França); criado cardeal presbítero de Santa Cecília; deposto em dezembro de 1440 por causa do apoio dado ao Antipapa Félix V; restaurado no cardeal pelo papa Nicolau V em dezembro de 1449; morreu em 16 de outubro de 1450; beatificado em 1527.
3. Henry Beaufort, bispo de Winchester (Inglaterra); criado cardeal presbítero de Sant'Eusebio; morreu em 11 de abril de 1447.
4. Jan Železný, O.Praem., Bispo de Olomouc (Morávia); Administrador apostólico de Litomyšl e Praga (Bohemia); criado cardeal presbítero de San Ciriaco na diocleziane Terme; morreu em 9 de outubro de 1430.
5. Antonio Casini, bispo de Siena, criou o cardeal presbítero de San Marcello; morreu em 4 de fevereiro de 1439.
6. Niccolò Albergati, O.Cart., Bispo de Bolonha, criou o cardeal presbítero de Santa Croce in Gerusalemme; morreu em 9 de maio de 1443; beatificado em 1741
7. Raimond Mairose, bispo de Castres (França); criado cardeal presbítero de Santa Prassede; morreu em 21 de outubro de 1427.
8. Juan de Cervantes, arquidiácono de Sevilha (Castela); criou cardeal presbítero de San Pietro in Vincoli; morreu em 25 de novembro de 1453.
9. Ardicino della Porta, senior, clérigo da Câmara Apostólica, criou o cardeal diácono de Santos Cosme e Damião; morreu em 9 de abril de 1434.
10. Hugo Lancelote de Lusinhão, arcebispo de Nicósia e patriarca titular de Jerusalém, criou o cardeal diácono de Sant'Adriano al Foro; morreu antes de 24 de agosto de 1442.

Além dos dez cardeais mencionados acima, ele também criou dois in pectore:
1. Prospero Colonna (cardeal), sobrinho de Sua Santidade e protonotário apostólico; criado cardeal diácono de San Giorgio em Velabro; publicado no consistório de 1430; morreu em 24 de março de 1463.
2. Giuliano Cesarini, sênior, referendo do Supremo Tribunal da Signatura Apostólica e protonotário apostólico; criado cardeal diácono de Sant'Angelo in Pescheria; publicado no consistório de 1430; morreu em 10 de novembro de 1444.

## 8 de novembro de 1430
Em 8 de novembro de 1430, durante seu último consistório, o papa Martin V publicou os cardeais em pectore Colonna e Cesarini. Além disso, ele criou mais dois reservados em pectore mas será publicado pelo seu sucessor Papa Eugene IV:
1. Juan Casanova, O.P., bispo de Elne (França); criado cardeal presbítero de San Sisto; publicado no consistório de 4 de julho de 1431; morreu em 1 de março de 1436.
2. Guillaume Ragenel de Montfort, bispo de Saint-Malo (França); criado cardeal presbítero de Sant'Anastasia; publicado no consistório de 11 de março de 1432; morreu em 27 de setembro de 1432.

## fontes
- Salvador Miranda. «Martin V». fiu.edu – The Cardinals of the Holy Roman Church (em inglês). Universidade Internacional da Flórida